# Alexandra Petrowna Buschilowa

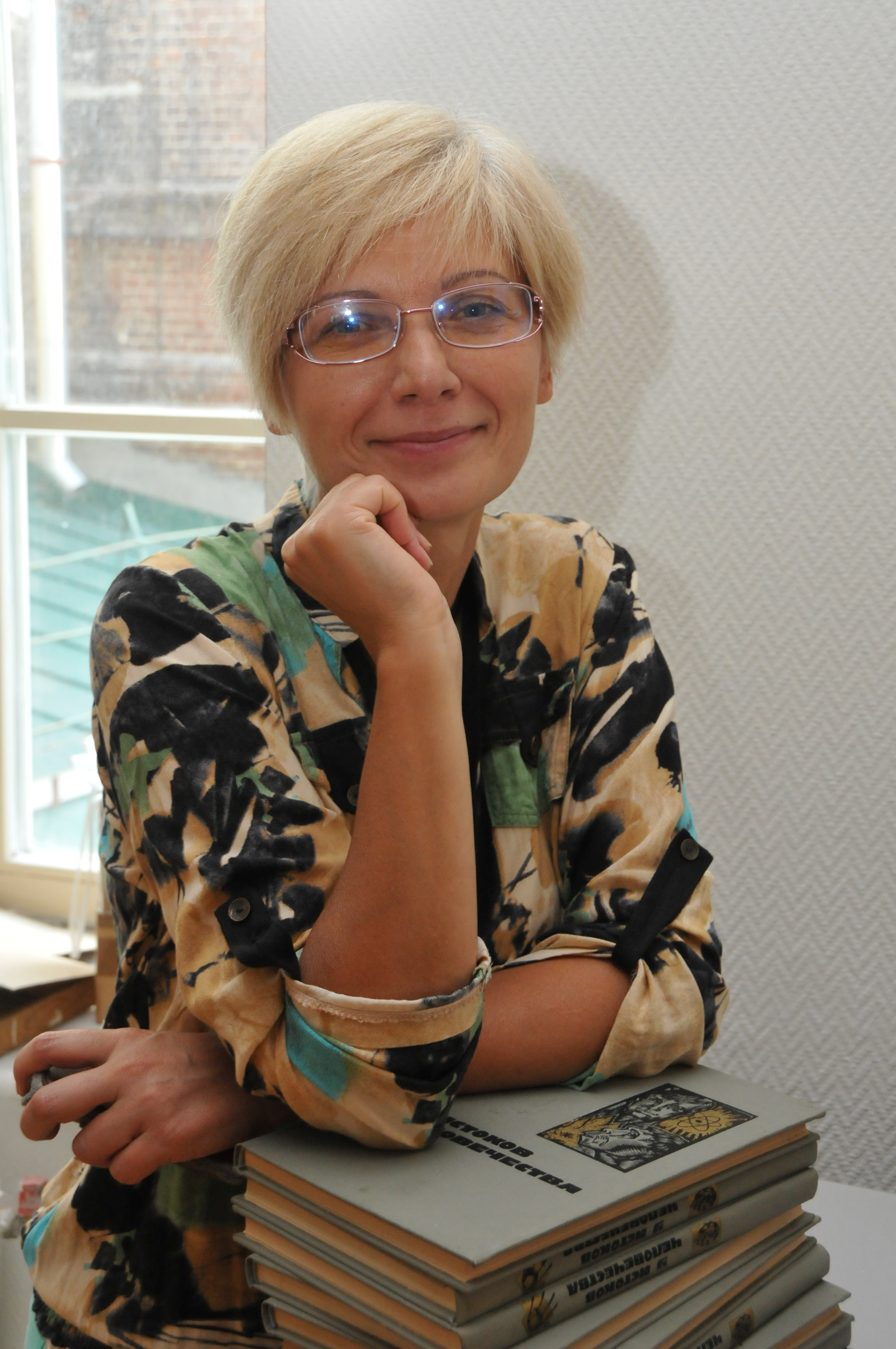
Alexandra Petrowna Buschilowa (2013)

Alexandra Petrowna Buschilowa (russisch Александра Петровна Бужилова; * 8. Oktober 1960 in Kischinau) ist eine sowjetisch-russische Archäologin, Anthropologin und Hochschullehrerin.

## Leben
Buschilowa studierte an der Fakultät für Biologie der Universität Moskau (MGU). Das Studium schloss sie 1987 am Lehrstuhl für Anthropologie mit ihrer Diplomarbeit über die Namensgebung im russischen Volk ab. Darauf arbeitete sie am Lehrstuhl für Anthropologie.
1989–1992 war Buschilowa Aspirantin am Moskauer Institut für Archäologie (IA) der Akademie der Wissenschaften der UdSSR bzw. dann Russischen Akademie der Wissenschaften (RAN) bei Tatjana Iwanowna Alexejewa. 1993 wurde sie nach Verteidigung ihrer Dissertation über die Möglichkeiten der historisch-ökologischen Rekonstruktionen nach Daten der Paläopathologie zur Kandidatin der Archäologie promoviert. Seit 1993 arbeitete sie im IA. 1994 war sie Gastwissenschaftlerin an der University of Bradford bei Donald J. Ortner und Keith Manchester. Seit 1995 hält sie Spezialvorlesungen an der MGU. 2001 wurde sie nach Verteidigung ihrer Doktor-Dissertation über Anpassungsprozesse in der Bevölkerung des alten Osteuropas nach Daten der Paläopathologie zur Doktorin der Archäologie promoviert.
2008 wurde Buschilowa Direktorin des Forschungsinstituts und Museums für Anthropologie der MGU und Mitglied des Wissenschaftsrats der MGU. Im selben Jahr wurde sie zum Korrespondierenden Mitglied und 2016 zum Vollmitglied der RAN gewählt.
Buschilowas Forschungsgebiete sind die Paläoanthropologie, die Paläodemografie, die Paläoökologie und die Anpassung, die Krankheiten der Menschen in der Vergangenheit, die bioarchäologische Rekonstruktion und die Archäogenetik.